# Wapen van Saint Kitts en Nevis

Wapen van Saint Kitts en Nevis

Het wapen van Saint Kitts en Nevis is aangenomen in 1983. Het is bijna identiek aan het wapen toen het land nog samen met Anguilla een kolonie van het Verenigd Koninkrijk was, genaamd Saint Christopher, Nevis en Anguilla.

## Beschrijving
Op het schild staat een schip, wat staat voor het transport. Daarboven staat twee keer een Flamboyant, de nationale bloem van het land. Daarboven sataan een fleur-de-lys, als symbool van band met Frankrijk, een roos als symbool voor de band met het Verenigd Koninkrijk en het hoofd wat de oorspronkelijke bewoners moet voorstellen, de Cariben.
Bovenop houden twee handen, een hand van iemand uit Europa, de ander van iemand van Afrikaanse afkomst, een fakkel vast. Dit staat voor de strijd om vrijheid van mensen met een verschillende etnische achtergrond, die samenwerken om hun doel te bereiken.
Aan de zijkanten van het wapen staan twee pelikanen, de nationale vogel van het land. Die houden respectievelijk een stok suikerriet en een kokospalm vast, die beiden heel veel voorkomen op Saint Kitts en Nevis.
Onderaan staat het motto: "Country above self" ("Land boven jezelf")
Antigua en Barbuda · Aruba · Bahama's · Barbados · Belize · Canada · Costa Rica · Cuba · Curaçao · Dominica · Dominicaanse Republiek · El Salvador · Grenada · Guatemala · Haïti · Honduras · Jamaica · Mexico · Nicaragua · Panama · Saint Kitts en Nevis · Saint Lucia · Saint Vincent en de Grenadines · Sint Maarten · Trinidad en Tobago · Verenigde Staten
Afhankelijke gebieden

Amerikaanse Maagdeneilanden · Anguilla · Bermuda · Britse Maagdeneilanden · Groenland · Guadeloupe · Kaaimaneilanden · Martinique · Montserrat · Navassa · Puerto Rico · Saint-Pierre en Miquelon · Turks- en Caicoseilanden